# Jonathan Israel
Jonathan Irvine Israel (* 26. Januar 1946 in London) ist ein britischer Historiker, der sich besonders mit der Radikalaufklärung, der Geschichte republikanischer demokratischer Ideen im 17. und 18. Jahrhundert und niederländischer Geschichte der Neuzeit befasst.

## Leben
Israel studierte am Queen’s College der Universität Cambridge und an der Universität Oxford (mit einem Studienaufenthalt an El Colegio de México in Mexiko-Stadt)  mit der Promotion 1972. Schon ab 1970 war er Sir James Knott Research Fellow an der University of Newcastle upon Tyne und ab 1972 Assistant Lecturer und dann Lecturer für europäische Geschichte der Frühen Neuzeit an der University of Hull. 1974 wurde er Lecturer am University College London, 1981 Reader und 1984 Professor für niederländische Geschichte. Seit 2001 ist er Professor für Modern European History und ständiges Mitglied des Institute for Advanced Study in Princeton, New Jersey.
In seinem Buch Radical Enlightenment (2001) sieht er religionskritische Strömungen um Baruch de Spinoza in den Niederlanden im 17. Jahrhundert und in dieser Zeit entwickelte republikanische Ideen als Wurzel der modernen demokratischen Staatsidee. Er verfolgte die Ideengeschichte demokratischer Ideen weiter in Enlightenment Contested (2006) und Democratic Enlightenment (2011) bis Ende des 18. Jahrhunderts. Weiter befasste er sich mit der Geschichte des niederländischen Welthandels und dessen Verhältnis zum spanischen Übersee-Imperium und der Geschichte europäischer Juden in der Frühen Neuzeit.

## Ehrungen
Im Jahr 2008 erhielt Jonathan I. Israel den A.H.-Heineken-Preis für Geschichte, 2001 den Leo Gershoy Prize der American Historical Association, 2010 die Benjamin-Franklin-Medaille (Royal Society of Arts) und 1986 den Wolfson History Prize. 1992 wurde er Fellow der British Academy und 1994 korrespondierendes Mitglied der Königlich Niederländischen Akademie der Wissenschaften. Seit 2000 ist er Mitglied der Academia Europaea. 2004 wurde er Ritter des Orden vom Niederländischen Löwen.

## Schriften
Autor
- Spinoza. Life and legacy. Oxford University Press, Oxford 2023, ISBN 978-0-19-885748-8.
- Revolutionary Jews from Spinoza to Marx: The Fight for a Secular World of Universal and Equal Rights (Samuel and Althea Stroum Lectures in Jewish Studies), University of Washington Press, Seattle 2021
- The Enlightenment That Failed: Ideas, Revolution, and Democratic Defeat, 1748–1830, Oxford University Press, Oxford 2019, ISBN 978-0-19-873840-4
- The Expanding Blaze: How the American Revolution Ignited the World, 1775–1848. Princeton University Press, Princeton 2017, ISBN 978-0-691-17660-4.
- Revolutionary Ideas: An Intellectual History of the French Revolution from The Rights of Man to Robespierre, Princeton University Press, Oxford/Princeton 2014.
  - deutsch von Ulrich Bossier: Die Französische Revolution. Ideen machen Politik. Reclam, Stuttgart 2017, ISBN 978-3-15-011004-1.
- Democratic Enlightenment: Philosophy, Revolution, and Human Rights 1750–1790, Oxford University Press, 2011.
- A Revolution of the Mind: Radical Enlightenment and the Intellectual Origins of Modern Democracy, Princeton University Press, 2009.
- mit Stuart B. Schwartz: The expansion of tolerance : religion in Dutch Brazil (1624–1654), Amsterdam University Press, 2007
- Enlightenment Contested: Philosophy, Modernity, and the Emancipation of Man, 1670–1752, Oxford University Press, 2006
- Diasporas Within a Diaspora: Jews, Crypto-Jews and the World of Maritime Empires (1540–1740), Brill’s Series in Jewish Studies, 2002
- Radical Enlightenment: Philosophy and the Making of Modernity, 1650–1750, Oxford University Press, 2001.
- Conflicts of Empires: Spain, the Low Countries and the Struggle for World Supremacy, 1585–1713, Hambledon Press, 1997
- The Dutch Republic. Its Rise, Greatness, and Fall 1477–1806 (= Oxford History of Modern Europe), Clarendon Press, Oxford 1995.
- Empires and Entrepots: The Dutch, the Spanish Monarchy and the Jews, 1585–1713, Hambledon Press, 1990
- Dutch Primacy in World Trade, 1585–1740, Clarendon Press, Oxford 1989.
- European Jewry in the Age of Mercantilism, 1550–1750, Oxford University Press, 1986 (erhielt den Wolfson Prize)
- The Dutch Republic and the Hispanic World, 1606–61, Clarendon Press, 1982
- Race, Class and Politics in Colonial Mexico, 1610–70, Oxford Historical Monographs, 1975

Herausgeber
- Herausgeber und Übersetzer (mit Michael Silverthorne): Baruch de Spinoza, Theological-political treatise, Cambridge University Press, 2007
- Herausgeber mit Reinier Salverda: Dutch Jewry: Its History and Secular Culture (1500–2000), Brill’s Series in Jewish Studies, 2002
- Herausgeber mit C. Berkvens-Stevelinck, G.H.M.: Posthumus Meyjes: The emergence of tolerance in the Dutch Republic, Brill, 1997
- Herausgeber mit Ole Peter Grell, Nicholas Tyacke: From persecution to toleration : the Glorious Revolution and religion in England, Clarendon Press 1991